# Едвард VIII
Едвард VIII (енгл. Edward VIII; Ричмонд, 23. јун 1894 — Париз, 28. мај 1972) био је краљ Уједињеног Краљевства и британских прекоморских доминиона, цар Индије од очеве смрти до своје абдикације, а затим принц Едвард, војвода од Виндзора. Рођени је стриц Елизабете II.

## Детињство и образовање
Рођен је за време владавине своје прабабе, краљице Викторије, као први син принца Џорџа и принцезе Марије, тада војводе и војвоткиње од Јорка. Његов отац је био други син Едварда и Александре, тада принца и принцезе од Велса.
Убрзо након доласка Едвардовог оца на трон, Едварду је дата традиционална престолонаследничка титула — принца од Велса. По први пут од 1616. године, церемонија у којој је престолонаследнику дата титула принца одржана је у самом Велсу.
Едвардови родитељи били су искључени из синовљевог образовања, које је било поверавано разним гувернантама, као што је био обичај међу ондашњом аристократијом. Као што је било уобичајено међу мушким члановима британске краљевске породице, принц Едвард је завршио војну школу. Када је избио Први светски рат, двадесетогодишњи краљевић је био квалификован за служење војске, па јој се и придружио. Његове жеље да учествује у отвореним сукобима нису узимане у обзир због страха од реакција у случају отмице престолонаследника. Едвард често није обраћао пажњу на ове забране, због чега је међу ветеранима након рата био веома популаран. Године 1918. завршио је обуку и добио дозволу за управљање војним авионом.
По завршетку рата почео је да преузима неке од очевих дужности и тако се припремао за своју будућу улогу краља. Ишао је на турнеје широм Британског царства и стекао велику популарност, иако су се већ тада могле осетити његове будуће националистичке замисли. На врхунцу своје популарности био је модна икона и најфотографисанија особа на свету.
Године 1930. добио је властиту резиденцију ван Бакингемске палате. Имао је везе са неколико уданих жена, а последња од њих, глумица Милдред Харис, упознала га је са Американком Волис Симпсон. Везу са Волис започео је још током њеног другог брака, који је недуго затим завршио разводом, баш као и први. Његови родитељи нису били задовољни овим начином Едвардовог живота, а Волис је цела краљевска породица гледала са презиром и неповерењем. Едвардова веза са Волис, упркос неодобравању целе породице, је напредовала и пар се све више зближавао.

## Владавина
Краљ Џорџ V умро је 20. јануара 1936. године и круна је аутоматски припала Едварду, који је у тренутку очеве смрти постао краљ Едвард VIII. На Едвардов пад популарности међу политичарима није утицала само напредујућа веза са Волис, већ и његово уплитање у политику и критиковање владе због њеног неуспеха у осигуравању животних средстава за незапослене рударе у Велсу. Сматра се да је Едвард погрешно схватио своју улогу уставног монарха и да је желео активно да учествује у вођењу државе, што су чланови владе гледали са негодовањем. Поред тога, Едвард је по доласку на трон прекршио бројне краљевске традиције. Ирац Џорџ Ендру Макнам покушао је да изврши атентат на Едварда 16. јула 1936. године, али без успеха. Макнам је на суду тврдио да је неуспели атентат спровео помоћу британске контраобавештајне и безбедносне агенције MI5.
Упркос непопуларности међу члановима владе, Едвард је задржао велику подршку у народу све до објављивања његових намера да ожени Волис Симпсон након што њен развод буде озакоњен. Међутим, Едвардов премијер, Станли Болдвин, упозорио је краља да народ неће прихватити Волис као краљицу, будући да је она Американка чија два развода није признавала Англиканска црква, чији је Едвард био врховни поглавар. Едвард је затим предложио морганатски брак, према којем би Едвард остао краљ, а Волис не би постала краљица, нити би Едварда могла наследити деца рођена из њиховог брака. Ова опција је такође одбијена. Премијер Болдвин је затим краљу представио три опције: да заборави на идеју о браку са Волис, да је ожени против жеља својих министара, или да абдицира. Едвард је изабрао трећу опцију.

## После владавине
Едвард је потписао документе којима је потврдио своју абдикацију 10. децембра 1936. у присутности тројице браће. Његова посљедња одлука као краља било је давање „краљевског пристанка“ на објављивање акта о његовој абдикацији. Све Крунске земље Комонвелта признале су овај документ истог дана када је потписан, осим Ирске, па је законски, Едвард остао краљ Ирске до 11. децембра 1936. године. Недуго након абдикације Едвард се појавио уживо на телевизији, где је представљен као принц Едвард, а своју одлуку о напуштању дужности монарха објаснио је рекавши да би то било немогуће без подршке жене коју воли. У тренутку његове абдикације круна је прешла на главу најстаријег од троје његове млађе браће, Џорџа VI, чија је кћерка Елизабета постала пресумирана наследница.

### Нова титула и брак
Два дана након абдикације Едвард је од брата, новога краља, добио новостворену титулу војводе од Виндзора. Посебном законском одредбом враћено му је ословљавање са етикетом „краљевско величанство“, али је одређено да његова супруга и деца неће бити тако ословљавана, као и да његова деца неће имати место у наследном низу. Едвард се противио оваквој одлуци, истичући да је његова будућа супруга и према традицији и према закону квалификована за краљевско ословљавање, али на његове захтеве се није обазирало.
Едвард и Волис склопили су брак 3. јуна 1937. године на приватној церемонији близу Тура, којој чланови краљевске породице, на захтев краља Џорџа VI, нису присуствовали. Едвардов однос са члановима његове фамилије нагло се погоршао, а поготово однос са мајком. Едвард и Волис су отишли у Француску, одакле се Едвард намеравао да врати након две године виртуалног егзила. Овој одлуци супротставили су се његов брат и снаха уз подршку Едвардове мајке, претећи да ће му престати да исплаћују договорени износ новца за издржавање. Нови краљ је такође морао да плаћа Едварду за кућу Сандрингему и замак Балморал, који су били у Едвардовом приватном власништву, наслеђеном од оца, које није прешло у власништво Џорџа VI. заједно са круном.

### Оптужбе за нацизам
Године 1937, пред сами почетак Другог светског рата, војвода и војвоткиња од Виндзора били су у посети Немачкој и Адолфу Хитлеру, упркос негодовању британске владе. Током ове посете Едвард је нацистички салутирао Хитлеру. Након ове контроверзне посете нацистичком вођи, војводски пар се вратио у Француску, одакле су 1939. године враћени у Британију.
Године 1940. немачки велепосланик у Хагу тврдио је да је војвода од Виндзора издао британске планове о одбрани Белгије. Након немачке инвазије на југ Француске, Едвард и Волис су се склонили у Португалији. Премијер Винстон Черчил запретио је војводи од Виндзора војном тужбом уколико се не врати на тло Комонвелта. Едвард је затим пресељен на Бахаме и ту постављен за гувернера. Бахаме је називао трећеразредном британском колонијом, мада се трудио да помогне његовом сиромашном становништву.
Едвардови савременици веровали су да је он преферирао фашизам уместо комунизма, као и да је подржавао алијансу са Немачком. Хитлер је Едварда сматрао пријатељем његове идеологије нацизма и нацистичког државног уређења, а Едвардову абдикацију називао је својим великим губитком. Многи историчари сматрају да је Хитлер био спреман да врати Едварда на британски трон уколико му се укаже прилика, па на тај начин да уведе фашизам у Уједињено Краљевство. Распрострањено је веровање да је Едвард, а поготово непопуларна Волис, био склон фашизму још много пре избијања рата, као и да су послани на Бахаме како би се онемогућило њихово фашистичко деловање у Британији. Сам Черчил је веровао да војвода од Виндзора представља опасност по своја бивша краљевства. Након рата Едвард је у својим мемоарима признао да га је фасцинирала ондашња Немачка, али је порицао своје тежње ка нацизму, а Хитлера је описао као смешну фигуру предраматичног смисла за изражавање и превеликим очекивањима.

## Последње године и смрт
По завршетку рата Едвард и Волис вратили су се у Париз, где им је била додељена приватна резиденција. Едвард више није преузимао никакву професионалну улогу након оне бахамског гувернера. Неко време одседао је и у Њујорку, а гостовао је и у Белој кући код председника Никсона.
Едвардова фамилија није никада прихватила Волис и формално се није никада састала са њом. Едвард је посећивао мајку и брата, а присуствовао је и братовој сахрани, али његов однос са мајком није никада био поправљен. Едвард је умро од рака грла 28. маја 1972. године, не оставивши иза себе потомке.

## Породично стабло
|  |                                                               |  |  |  |  |  |  |  |  |  |  |  |  |  |  |  |
|  | 16. Ернест I од Сакс-Кобург и Салфелда                        |  |  |  |  |  |  |  |  |  |  |  |  |  |  |  |
|  |                                                               |  |  |  |  |  |  |  |  |  |  |  |  |  |  |  |
|  |                                                               |  |  |  |  |  |  |  |  |  |  |  |  |  |  |  |
|  | 8. Алберт фон Саксен-Кобург и Гота                            |  |  |  |  |  |  |  |  |  |  |  |  |  |  |  |
|  |                                                               |  |  |  |  |  |  |  |  |  |  |  |  |  |  |  |
|  |                                                               |  |  |  |  |  |  |  |  |  |  |  |  |  |  |  |
|  | 17. Лујза од Сакс-Кобург и Алтенбурга                         |  |  |  |  |  |  |  |  |  |  |  |  |  |  |  |
|  |                                                               |  |  |  |  |  |  |  |  |  |  |  |  |  |  |  |
|  |                                                               |  |  |  |  |  |  |  |  |  |  |  |  |  |  |  |
|  | 4. Едвард VII                                                 |  |  |  |  |  |  |  |  |  |  |  |  |  |  |  |
|  |                                                               |  |  |  |  |  |  |  |  |  |  |  |  |  |  |  |
|  |                                                               |  |  |  |  |  |  |  |  |  |  |  |  |  |  |  |
|  | 18. Едвард, војвода од Кента и Стратхорна                     |  |  |  |  |  |  |  |  |  |  |  |  |  |  |  |
|  |                                                               |  |  |  |  |  |  |  |  |  |  |  |  |  |  |  |
|  |                                                               |  |  |  |  |  |  |  |  |  |  |  |  |  |  |  |
|  | 9. Викторија Хановерска                                       |  |  |  |  |  |  |  |  |  |  |  |  |  |  |  |
|  |                                                               |  |  |  |  |  |  |  |  |  |  |  |  |  |  |  |
|  |                                                               |  |  |  |  |  |  |  |  |  |  |  |  |  |  |  |
|  | 19. Викторија, војвоткиња од Кента и Стратхорна               |  |  |  |  |  |  |  |  |  |  |  |  |  |  |  |
|  |                                                               |  |  |  |  |  |  |  |  |  |  |  |  |  |  |  |
|  |                                                               |  |  |  |  |  |  |  |  |  |  |  |  |  |  |  |
|  | 2. Џорџ V                                                     |  |  |  |  |  |  |  |  |  |  |  |  |  |  |  |
|  |                                                               |  |  |  |  |  |  |  |  |  |  |  |  |  |  |  |
|  |                                                               |  |  |  |  |  |  |  |  |  |  |  |  |  |  |  |
|  | 20. Фридрих Вилхелм од Шлезвиг-Холштајн-Зондербург-Гликсбурга |  |  |  |  |  |  |  |  |  |  |  |  |  |  |  |
|  |                                                               |  |  |  |  |  |  |  |  |  |  |  |  |  |  |  |
|  |                                                               |  |  |  |  |  |  |  |  |  |  |  |  |  |  |  |
|  | 10. Кристијан IX                                              |  |  |  |  |  |  |  |  |  |  |  |  |  |  |  |
|  |                                                               |  |  |  |  |  |  |  |  |  |  |  |  |  |  |  |
|  |                                                               |  |  |  |  |  |  |  |  |  |  |  |  |  |  |  |
|  | 21. Лујза Каролина од Хесен-Касела                            |  |  |  |  |  |  |  |  |  |  |  |  |  |  |  |
|  |                                                               |  |  |  |  |  |  |  |  |  |  |  |  |  |  |  |
|  |                                                               |  |  |  |  |  |  |  |  |  |  |  |  |  |  |  |
|  | 5. Александра од Данске                                       |  |  |  |  |  |  |  |  |  |  |  |  |  |  |  |
|  |                                                               |  |  |  |  |  |  |  |  |  |  |  |  |  |  |  |
|  |                                                               |  |  |  |  |  |  |  |  |  |  |  |  |  |  |  |
|  | 22. Вилхелм од Хесен-Касела                                   |  |  |  |  |  |  |  |  |  |  |  |  |  |  |  |
|  |                                                               |  |  |  |  |  |  |  |  |  |  |  |  |  |  |  |
|  |                                                               |  |  |  |  |  |  |  |  |  |  |  |  |  |  |  |
|  | 11. Лујза од Хесен-Касела                                     |  |  |  |  |  |  |  |  |  |  |  |  |  |  |  |
|  |                                                               |  |  |  |  |  |  |  |  |  |  |  |  |  |  |  |
|  |                                                               |  |  |  |  |  |  |  |  |  |  |  |  |  |  |  |
|  | 23. Лујза Шарлота од Данске                                   |  |  |  |  |  |  |  |  |  |  |  |  |  |  |  |
|  |                                                               |  |  |  |  |  |  |  |  |  |  |  |  |  |  |  |
|  |                                                               |  |  |  |  |  |  |  |  |  |  |  |  |  |  |  |
|  | 1. Едвард VIII                                                |  |  |  |  |  |  |  |  |  |  |  |  |  |  |  |
|  |                                                               |  |  |  |  |  |  |  |  |  |  |  |  |  |  |  |
|  |                                                               |  |  |  |  |  |  |  |  |  |  |  |  |  |  |  |
|  | 24. Лудвиг од Виртемберга                                     |  |  |  |  |  |  |  |  |  |  |  |  |  |  |  |
|  |                                                               |  |  |  |  |  |  |  |  |  |  |  |  |  |  |  |
|  |                                                               |  |  |  |  |  |  |  |  |  |  |  |  |  |  |  |
|  | 12. Александар од Виртемберга (1804—1885)                     |  |  |  |  |  |  |  |  |  |  |  |  |  |  |  |
|  |                                                               |  |  |  |  |  |  |  |  |  |  |  |  |  |  |  |
|  |                                                               |  |  |  |  |  |  |  |  |  |  |  |  |  |  |  |
|  | 25. Хенријета од Насау-Вајлбурга (1780—1857)                  |  |  |  |  |  |  |  |  |  |  |  |  |  |  |  |
|  |                                                               |  |  |  |  |  |  |  |  |  |  |  |  |  |  |  |
|  |                                                               |  |  |  |  |  |  |  |  |  |  |  |  |  |  |  |
|  | 6. Френсис од Тека                                            |  |  |  |  |  |  |  |  |  |  |  |  |  |  |  |
|  |                                                               |  |  |  |  |  |  |  |  |  |  |  |  |  |  |  |
|  |                                                               |  |  |  |  |  |  |  |  |  |  |  |  |  |  |  |
|  | 26. Count László Rhédey von Kis-Rhéde                         |  |  |  |  |  |  |  |  |  |  |  |  |  |  |  |
|  |                                                               |  |  |  |  |  |  |  |  |  |  |  |  |  |  |  |
|  |                                                               |  |  |  |  |  |  |  |  |  |  |  |  |  |  |  |
|  | 13. Claudine Rhédey von Kis-Rhéde                             |  |  |  |  |  |  |  |  |  |  |  |  |  |  |  |
|  |                                                               |  |  |  |  |  |  |  |  |  |  |  |  |  |  |  |
|  |                                                               |  |  |  |  |  |  |  |  |  |  |  |  |  |  |  |
|  | 27. Baroness Ágnes Inczédy von Nagy-Várad                     |  |  |  |  |  |  |  |  |  |  |  |  |  |  |  |
|  |                                                               |  |  |  |  |  |  |  |  |  |  |  |  |  |  |  |
|  |                                                               |  |  |  |  |  |  |  |  |  |  |  |  |  |  |  |
|  | 3. Марија од Тека                                             |  |  |  |  |  |  |  |  |  |  |  |  |  |  |  |
|  |                                                               |  |  |  |  |  |  |  |  |  |  |  |  |  |  |  |
|  |                                                               |  |  |  |  |  |  |  |  |  |  |  |  |  |  |  |
|  | 28. Џорџ III                                                  |  |  |  |  |  |  |  |  |  |  |  |  |  |  |  |
|  |                                                               |  |  |  |  |  |  |  |  |  |  |  |  |  |  |  |
|  |                                                               |  |  |  |  |  |  |  |  |  |  |  |  |  |  |  |
|  | 14. Адолф, војвода од Кембриџа                                |  |  |  |  |  |  |  |  |  |  |  |  |  |  |  |
|  |                                                               |  |  |  |  |  |  |  |  |  |  |  |  |  |  |  |
|  |                                                               |  |  |  |  |  |  |  |  |  |  |  |  |  |  |  |
|  | 29. Шарлота од Мекленбург-Штрелица                            |  |  |  |  |  |  |  |  |  |  |  |  |  |  |  |
|  |                                                               |  |  |  |  |  |  |  |  |  |  |  |  |  |  |  |
|  |                                                               |  |  |  |  |  |  |  |  |  |  |  |  |  |  |  |
|  | 7. Марија Аделајда од Кембриџа                                |  |  |  |  |  |  |  |  |  |  |  |  |  |  |  |
|  |                                                               |  |  |  |  |  |  |  |  |  |  |  |  |  |  |  |
|  |                                                               |  |  |  |  |  |  |  |  |  |  |  |  |  |  |  |
|  | 30. Фридрих од Хесен-Касела                                   |  |  |  |  |  |  |  |  |  |  |  |  |  |  |  |
|  |                                                               |  |  |  |  |  |  |  |  |  |  |  |  |  |  |  |
|  |                                                               |  |  |  |  |  |  |  |  |  |  |  |  |  |  |  |
|  | 15. Аугуста од Хесен-Касела                                   |  |  |  |  |  |  |  |  |  |  |  |  |  |  |  |
|  |                                                               |  |  |  |  |  |  |  |  |  |  |  |  |  |  |  |
|  |                                                               |  |  |  |  |  |  |  |  |  |  |  |  |  |  |  |
|  | 31. Каролина од Насау-Узингена                                |  |  |  |  |  |  |  |  |  |  |  |  |  |  |  |
|  |                                                               |  |  |  |  |  |  |  |  |  |  |  |  |  |  |  |
|  |                                                               |  |  |  |  |  |  |  |  |  |  |  |  |  |  |  |

## Породица

### Супружник
| име                                   | слика | датум рођења  | датум смрти     |
| ------------------------------------- | ----- | ------------- | --------------- |
| Волис Симпсон, војвоткиња од Виндзора |       | 19. јун 1896. | 24. април 1986. |